# Blepisanis maculicollis
Blepisanis maculicollis là một loài bọ cánh cứng trong họ Cerambycidae.